# Unghie di Terry

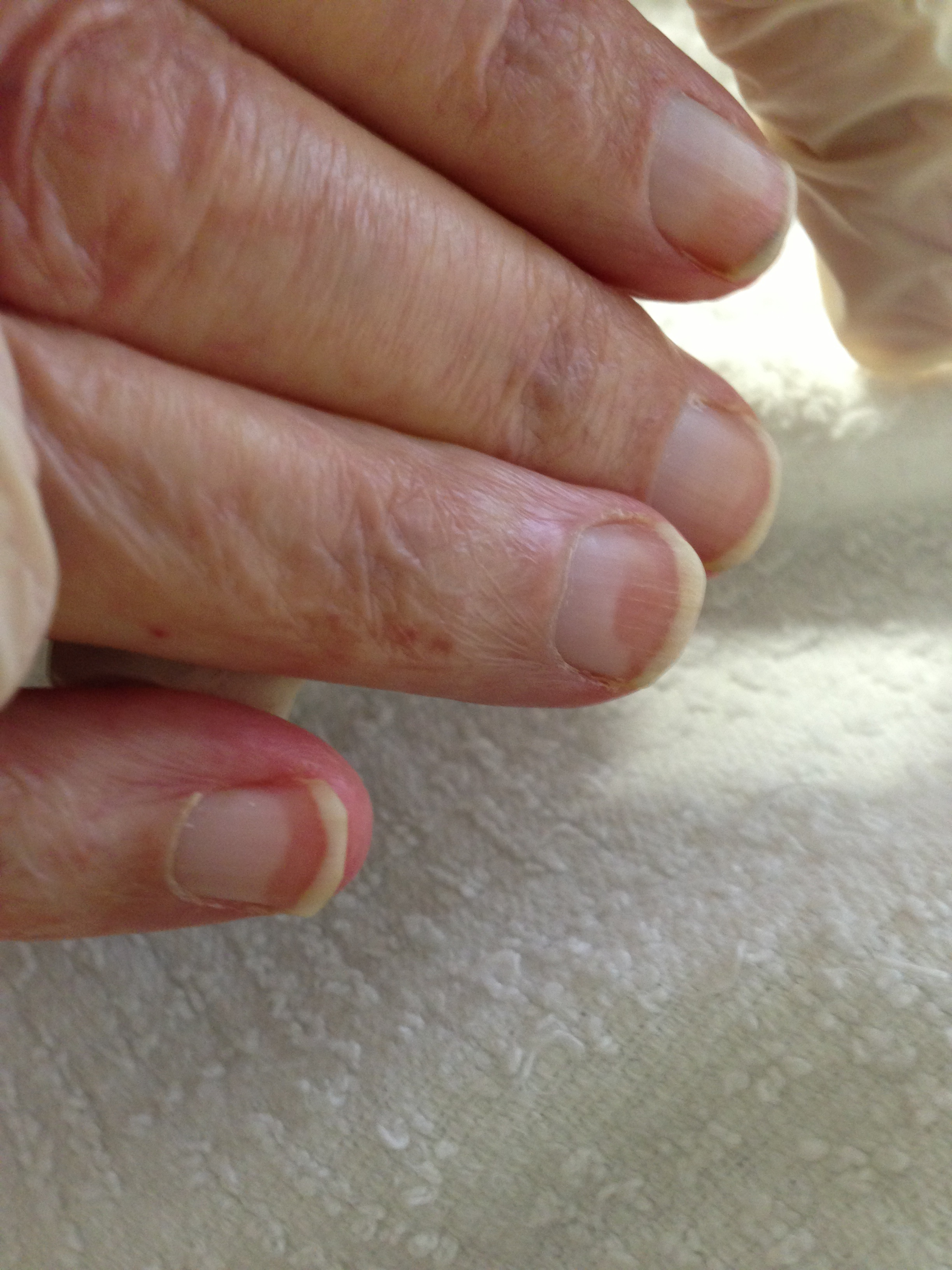
Unghie bianche di Terry

Le  unghie di Terry o unghie bianche di Terry sono una condizione fisica in cui le unghie delle mani o dei piedi di una persona : appaiono bianche con un caratteristico aspetto "smerigliato" senza lunula. Si ritiene che la condizione sia dovuta a una diminuzione della vascolarizzazione e ad un aumento del tessuto connettivo all'interno del letto ungueale.

## Patogenesi
Si verifica più frequentemente in caso di insufficienza epatica, cirrosi, diabete mellito, insufficienza cardiaca congestizia, ipertiroidismo o malnutrizione. L'ottanta per cento dei pazienti con grave malattia del fegato ha le unghie di Terry, ma si trovano anche in persone con insufficienza renale, in pazienti con insufficienza cardiaca congestizia e sono descritti come un arco marrone vicino alle estremità delle unghie. Il riconoscimento di modelli di unghie caratteristici, come le unghie di Terry, può essere un utile segno per la diagnosi precoce delle malattie sistemiche.
Questa scoperta è stata dovuta a Richard Terry nel 1954.